# مترو مدينة مكسيكو
مترو مدينة مكسيكو (بالإسبانية: Metro de la Ciudad de México)‏ هو نظام نقل سريع يخدم منطقة العاصمة المكسيكية مكسيكو سيتي ،وهو ثاني أكبر نظام مترو في أمريكا الشمالية بعد مترو نيويورك. في عام 2019 خدم هذا المترو 1.655 مليار مسافر ، مما جعله عاشر أعلى معدل ركاب في العالم.
كان طول خط المترو الافتتاحي 12.7 كيلومتر (7.9 ميل)، يخدم 16 محطة، وافتتح للجمهور في 4 سبتمبر 1969. وقد توسع المترو منذ ذلك الحين. واعتبارًا من عام 2015 ، يحتوي المترو 12 خطاً، تخدم 195 محطة، و226.49 كيلومترًا (140.73 ميل) (بما في ذلك الخط 12 الذي تم افتتاحه مؤخرًا).